# Edson Mitchell
Edson Mitchell (* 19. Mai 1953 in Portland, Maine; † 22. Dezember 2000 in Rangeley, Maine) war ein US-amerikanischer Finanzmanager und Vorstandsmitglied der Deutschen Bank.
Edson Mitchell, ein Nachfahre schwedischer Einwanderer, wuchs in sehr einfachen Verhältnissen auf. Sein Studium der  Wirtschaftswissenschaften am Colby College und an der Tuck School of Business des Dartmouth College schloss er mit einem MBA ab.
Anschließend arbeitete er bei der Bank of America in Chicago und wechselte 1980 zu Merrill Lynch nach New York. Trotz großer Erfolge gelang es ihm allerdings nicht, in die dortige Führungsetage aufzusteigen. 1995 wechselte er zur Deutschen Bank und übernahm dort die Leitung der globalen Märkte. Im Jahre 2000 wurde er zusammen mit Michael Philipp als erster Amerikaner in den Vorstand berufen.
Mitchell kam Ende 2000 durch den Absturz seines Privatflugzeugs (ein Kleinflugzeug des Typs Beechcraft King Air 200), der laut Untersuchungsbericht auf einen Pilotenfehler zurückzuführen ist, ums Leben.